# 大域体
数学において、大域体（たいいきたい、英: global field）とは、次のいずれかの体のことを言う。
- 代数体、すなわち、Q の有限次拡大。
- 大域函数体 (global function field)、すなわち、有限体上の代数曲線の函数体、同じことであるが、q 個の元を持つ有限体上の一変数有理函数体 Fq(T) の有限拡大

付値論を通したこれらの体の公理的特徴付けは、エミール・アルティン とジョージ・ウェープルにより1940年代に与えられた。
この2種類の体の間には形式的な共通点がいくつかある。どちらの体も、完備化が常に局所コンパクト体であるという性質を持っている（局所体を参照）。どちらの体も、零でない全てのイデアルが有限指数であるデデキント整域の分数体として実現できる。どちらの体でも、零でない元 x の積公式
{\displaystyle \prod _{v}|x|_{v}=1}
が成り立つ。
2種類の体の間の類似は、代数的整数論の強い動機付けとなってきた。数体とリーマン面の類似という考え方は、19世紀のリヒャルト・デーデキント (Richard Dedekind) やハインリッヒ・ウェーバー (Heinrich M. Weber) まで遡る。代数曲線としてのリーマン面の一側面が有限体上定義された曲線へ写像される、'大域体'のアイデアによるより強い類似は、1930年代に作り上げられ、1940年にアンドレ・ヴェイユ (André Weil) により解決された有限体上の曲線のリーマン予想で全盛をきわめた。用語はヴェイユによるのであろう。彼は Basic Number Theory (1967) を出版し、その中でこれらの平行性を記述した。
普通は函数体の方が容易で先に遂行し、数体の上で平行するテクニックを開発する。アラケロフ理論の発展とゲルト・ファルティングス (Gerd Faltings) がモーデル予想の証明にそれを利用したことは、劇的な例である。類似はまた、岩澤理論の発展と岩澤主予想へも影響している。ラングランズ・プログラムの基本補題の証明でも、数体の場合を函数体の場合へ帰着させるテクニックを使った。